# Marlon Putzke
Marlon Putzke (* 1983 in Berlin) ist ein deutscher Schauspieler.

## Leben
Marlon Putzke hatte seine ersten Schauspielauftritte in den Jahren 2009–2010 im TiK-Theater (Theater im Keller) in Berlin. Von 2012 bis 2015 absolvierte er dann seine Schauspielausbildung an der Filmschauspielschule Berlin.
Während seiner Schauspielausbildung übernahm er als Gast bereits Nebenrollen am Berliner Maxim-Gorki-Theater, in Inszenierungen von Antú Romero Nunes (Die Räuber) und Nurkan Erpulat (Kinder der Sonne). 2015 gastierte er beim Sommertheater im Bockhof (Rottweil) als Hauptmann Phöbus in einer Theaterfassung des Hugo-Romans Der Glöckner von Notre-Dame. 2016 trat er bei den Rosenberg-Festspielen in Kronach auf, u. a. als Freier Gremio in der Shakespeare-Komödie Der Widerspenstigen Zähmung. 2016/17 gastierte Putzke in den Rollen Ruckly und Mr. Turkle in der Inszenierung Einer flog übers Kuckucksnest in der Regie von Michael Bogdanov am Schlosspark-Theater in Berlin. Seit 2017 ist er Ensemblemitglied beim Prime Time Theater Berlin.
Putzke ist seit 2010 auch als Filmschauspieler tätig. Er wirkte in mehreren Kurzfilmen und in verschiedenen Werbeproduktionen (u. a. für BMW, HUK Coburg, Thomapyrin) mit. In dem Action-Thriller Unknown Identity (2011) hatte er als Page des Hotel Adlon einen Kurzauftritt an der Seite von Liam Neeson. In dem Kurzfilm Der Mann im Fenster, der im März 2017 seine Uraufführung im Cineplex Suhl hatte und im Oktober 2017 beim 12. Orlando Film Festival lief, spielte Putzke die männliche Hauptrolle neben Nico Ehrenteit und Laura Heich.
Von Juni 2018 (Folge 2676) bis Juni 2019 (Folge 2915) war Marlon Putzke in der ARD-Fernsehserie Rote Rosen in einer Serienhauptrolle zu sehen. Er spielte Christian Fährmann, den aus Frankreich stammenden Bruder der Serienfigur Dr. Britta Berger (Jelena Mitschke), einen Zimmermann auf der Walz.
Putzke lebt in Berlin. Nebenbei arbeitet Putzke gemeinsam mit seinem Halbbruder im Kleidergeschäft seines Vaters mit, der im Prenzlauer Berg Mode im Retro- und Vintage-Stil vertreibt.

## Filmografie (Auswahl)
- 2011: Unknown Identity (Unknown; Kinofilm)
- 2017: Der Mann im Fenster (Kurzfilm)
- 2018–2019: Rote Rosen (Fernsehserie, Serienrolle)